# Causses-et-Veyran
Causses-et-Veyran är en kommun i departementet Hérault i regionen Occitanien i södra Frankrike. Kommunen ligger i kantonen Murviel-lès-Béziers som tillhör arrondissementet Béziers. År 2022 hade Causses-et-Veyran 620 invånare.

## Befolkningsutveckling
Antalet invånare i kommunen Causses-et-Veyran
Referens:INSEE